# Марія Кароліна Австрійська (1801–1832)
Марія Кароліна Австрійська (нім. Maria Karolina von Österreich, також Марія Кароліна Габсбург-Лотаринзька, нім. Maria Karolina von Habsburg-Lothringen, повне ім'я Марія Кароліна Фердинанда Терезія Йозефіна Деметрія, нім. Maria Karolina Ferdinande Theresia Josephine Demetria; 8 квітня 1801 — 22 травня 1832) — ерцгерцогиня Австрійська з династії Габсбургів, донька імператора Австрії Франца II та неаполітанської принцеси Марії Терезії, дружина кронпринца Саксонії Фрідріха Августа.
Страждала на епілепсію, через що не могла у повному обсязі виконувати представницькі обов'язки.

## Біографія
Марія Кароліна народилася 8 квітня 1801 року у Відні. Вона була восьмою дитиною та шостою донькою в родині останнього імператора Священної Римської імперії Франца II та його другої дружини Марії Терезії Неаполітанської. Дівчинка мала старших братів Фердинанда та Йозефа Франца й сестер Марію Луїзу, Марію Леопольдіну та Марію Клементину. Ще дві сестри померли у ранньому віці. На честь однієї із них новонароджена й отримала своє ім'я. Згодом у сім'ї з'явилося ще четверо дітей.
У 1804 році батько заявив про створення Австрійської імперії на чолі із собою і прийняв ім'я Франца I. У серпні 1806 він також проголосив припинення існування Священної Римської імперії.
Восени 1805 року імператорська родина була змушена виїхати з Відня через війну із Францією, коли наполеонівські війська захопили столицю. Вдруге таке повторилося в середині 1809, коли австрійська армія програла Наполеону битву під Ваграмом. Цього разу окупацію монарше сімейство перечекало у замку Буди. Матір Марії Кароліни до цього часу вже померла, і дітей доглядала мачуха — Марія Людовіка Моденська. Її, в свою чергу, не стало у квітні 1816 року. Батько згодом оженився вчетверте із Кароліною Августою Баварською

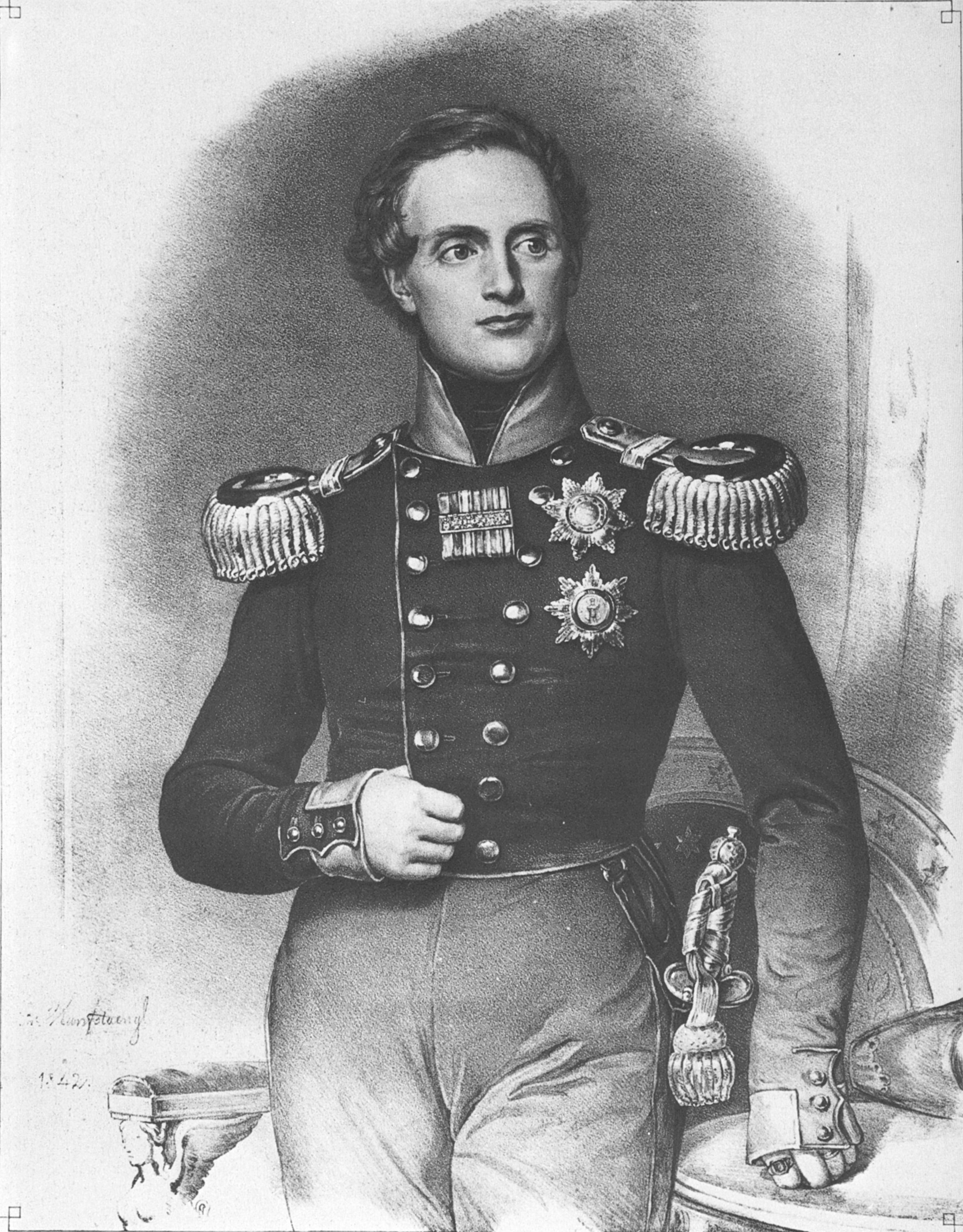
Фрідріх Август на літографії Франца Ганфштенгля

Сама Марія Кароліна у віці 18 років одружилася із 22-річним саксонським принцом Фрідріхом Августом. Шлюб за довіреністю було укладено 26 вересня 1819 у Відні, вінчання відбулося 7 жовтня 1819 у Дрездені. Наречений полюбляв мистецтво та природничі науки, гарно малював і палко захоплювався ботанікою.
Дітей у подружжя не було.
У 1830 році Марія Кароліна стала кронпринцесою Саксонії після того, як її свекор відмовився від успадкування трону на користь Фрідріха Августа. Чоловік водночас виконував функції соправителя старого короля Антона. Для кронпринцеси виконання представницьких обов'язків було для неї ускладнене частими нападами епілепсії.
Марія Кароліна померла 22 травня 1832 року у Дрездені. Її поховали у Великій крипті Католицької придворної церкви.
За одинадцять місяців її чоловік взяв другий шлюб із баварською принцесою, єдинокровною сестрою мачухи першої дружини. Цей союз також залишився бездітним. У 1836 році Фрідріх Август став королем Саксонії. Після його смерті престол відійшов до його молодшого брата Йоганна.

## Нагороди
- Орден Зіркового хреста (Австрійська імперія);[2]
- Орден Королеви Марії Луїзи № 202 (Іспанія) (16 січня 1823).